# Anderlues
Anderlues (wa. Andèrlûwe) – miejscowość i gmina (commune) w Belgii, w Regionie Walońskim, w prowincji Hainaut, w okręgu Thuin. 1 stycznia 2024 roku liczyła 12 809 mieszkańców. Powierzchnia gminy wynosi 17,20 km², a jej gęstość zaludnienia wynosi 745 osób/km².

## Podział administracyjny
W skład gminy nie wchodzi żadna dzielnica (section).

## Współpraca
Miejscowość partnerska:
- Gigondas, Francja